# Used
Used è un comune spagnolo di 271 abitanti situato nella comunità autonoma dell'Aragona.